# Eneboer
En eneboer eller eremit (fra græsk: ἔρημος erēmos = "ensom" eller "ørken") eller anakoret (fra græsk: ἀναχωρέω anachōreō = "at trække sig tilbage") er et menneske, der lever i ensomhed. Oprindeligt brugtes ordet til at betegne en kristen, der hengav sig til et ensomt liv i ørkenen for at dyrke Gud ved bøn og offer. Den levemåde var ikke mindst hos de ortodokse en anerkendt levemåde. Mandlige eneboere i Egypten fra 250 til 500 kaldes også "ørkenfædre". I dag eksisterer der stadig ørkenfædre bl.a. omkring Paulusklosteret og Antoniusklostrene i den egyptiske ørken ud mod Suez. Andre isolerer sig i deres bylejligheder.
Eneboere er i nutiden oftest mennesker, der frivilligt vælger at leve afsides og i ensomhed. Motiverne kan være religiøse, men er i dag ofte en følge af psykiske problemer. 